# Austeniops truncaticornis
Austeniops truncaticornis là một loài ruồi trong họ Tachinidae.